# 哈斯錫芬河
51°5′27.2″N 7°34′37.9″E / 51.090889°N 7.577194°E
哈斯錫芬河（德語：Haßsiefen），是德國的河流，位於該國西部，處於北萊茵-威斯特法倫州，該河流屬於伍珀河的右支流，流經馬林海德，河道全長0.4公里。